# Haneos
Los haneos (hanû) conformaron una confederación amorrea. A la caída de Ur III, a comienzos del II milenio a. C., algunas de sus tribus se asentaron en el sur de Mesopotamia y en toda la geografía de la actual Siria siendo una de las plazas fuertes la ciudad de Mari. Los haneos la dominaron y llegó a ser una potencia local hasta su conquista por Babilonia. Se ha señalado que como confederación tribal, los haneos se subdividían en dos tribus, yaminitas y simalitas.
Los haneos habitaron gran parte de Siria antes de tomar el control de la ciudad de Mari, cuya principal dinastía, a la que perteneció Zimri-Lim, reinó en su última fase. Zimri-Lim, pertenecía a la tribu simalita. 
Haneos, según Jean-Marie Durand, significa "Los que habitan bajo las tiendas" ya que eran pastores trashumantes muy importantes pero también estaban asentados, sin entenderse esto como una dicotomía sino como una forma de vida mixta. 